# Peperomia rupigaudens
Peperomia rupigaudens är en pepparväxtart som beskrevs av C. Dc.. Peperomia rupigaudens ingår i släktet peperomior, och familjen pepparväxter. Inga underarter finns listade i Catalogue of Life.